# Сент Џонсбери (Вермонт)
Сент Џонсбери (енгл. St. Johnsbury) насељено је место без административног статуса у америчкој савезној држави Вермонт.

## Демографија
По попису из 2010. године број становника је 6.193, што је 126 (-2,0%) становника мање него 2000. године.
| Група             | 2000.         | 2010.         |
| Белци             | 6.021 (95,3%) | 5.824 (94,0%) |
| Афроамериканци    | 30 (0,5%)     | 56 (0,9%)     |
| Азијати           | 41 (0,6%)     | 81 (1,3%)     |
| Хиспаноамериканци | 85 (1,3%)     | 109 (1,8%)    |
| Укупно            | 6.319         | 6.193         |